# Афонихино
Афонихино — деревня в Островском районе Псковской области.  Входит в состав Островской волости.
Расположена в 3 км к востоку от правого берега реки Великая, в 22 км к юго-востоку от центра города Остров и в 3 км к востоку от деревни Свёклино.
| 2002 | 2010 | 2013 |
| ---- | ---- | ---- |
| 0    | →0   | →0   |

## История
Деревня до апреля 2015 года входила в состав ныне упразднённой Городищенской волости района.